# 마크 필리
마크 필리(Mark Feehily, 1980년 5월 28일 ~ )는 아일랜드의 가수로, 웨스트라이프의 일원으로 활동하였다.